# Pavetta dubia
Pavetta dubia är en måreväxtart som beskrevs av Stephan Ladislaus Endlicher. Pavetta dubia ingår i släktet Pavetta och familjen måreväxter.
Artens utbredningsområde är Vanuatu. Inga underarter finns listade i Catalogue of Life.